# 206265 Radian
206265 Radian este o planetă minoră (asteroid) din centura de asteroizi. A fost descoperită pe 11 decembrie 2002 la Experimental Test Site⁠(d) de Lincoln Near-Earth Asteroid Research. 
Obiectul prezintă o orbită caracterizată de o semiaxă mare de 3,1096805960745 UAi, o excentricitate de 0,13884653814273, o înclinație de 12,519545412455 ° în raport cu ecliptica.